# 劉延祐
劉 延祐（りゅう えんゆう、生年不詳 - 687年）は、唐の政治家。本貫は徐州彭城県。

## 経歴
劉胤之の弟の子にあたる。進士に及第し、渭南県尉に任じられた。能吏として知られた。李勣が「君は年が若いうちから美名があるが、態度を抑制して、人の上に立とうとしないように」と忠告すると、延祐は喜んだ。後に検校司賓少卿となり、薛県男に封じられた。
徐敬業が反乱を起こして敗死すると、延祐は持節到軍に任じられた。朝廷の議論では徐敬業に仕えた五品の官はすべて処刑し、六品の官は流刑にするべきだとする意見が主流であった。延祐は脅されてやむをえず反乱に荷担した情状を汲んで、五品の官は流刑にし、六品以下は除名するべきだと主張した。
延祐は箕州刺史に任じられ、安南都護に転じた。687年、嶺南の俚戸は年の収穫の半分を納める決まりであったが、延祐は全部を納めさせた。嶺南の民衆は恨みを抱いて、反乱を計画した。延祐は首領の李嗣先を処刑したが、仲間の丁建らが反乱を起こし、安南府を包囲した。城中の兵は少なく、籠城して救援を待った。広州の豪族の馮子猷が兵を準備しながら出兵せず、延祐は反乱軍に殺害された。桂州司馬の曹玄静が進軍して丁建を討ち、反乱を鎮圧した。

## 伝記資料
- 『旧唐書』巻190 列伝第140上 文苑上
- 『新唐書』巻201 列伝第126 文芸上